# Селен Сойдер
Селѐн Сойдѐр (на турски: Selen Soyder) е турска актриса и модел. Мис Турция през 2007 година, през същата година се класира на 57-о място в Мис Свят.

## Биография
Селен Сойдер е родена на 26 декември 1986 година в град Измир, Турция. Студентка е в историческия факултет на истанбулския университет Bilgi.
През 2010 г. се омъжва за колегата си Толгахан Сайъшман (Tolgahan Sayışman), също актьор и модел, развеждат се през 2014 г. През лятото на 2015 г. актрисата се омъжва за бизнесмена Орен Франсез.

## Филмография
| Година      | продукция                           | Роля                 |               |
| ----------- | ----------------------------------- | -------------------- | ------------- |
| 2010, 2012  | Място небесна любов                 | Топрак Карагюл Илгаз | Сериал        |
| 2011 - 2014 | Ерата на Лалетата                   | Топрак Карагюл Илгаз | Сериал        |
| 2014        | Реакция                             | Зейнеп               | Сериал        |
| 2015        | Отвореният брак на Джахиде Девекюшу | второстепенна роля   | Филм          |
| 2016        | Кой от нас не е обичал?             | Итир Йешил           | Сериал        |
| 2023        | Виждаш в сънищата си                | Еда                  | интернет филм |
| 2023 - 2024 | Който пада сам, не плаче            | Синем Дерван         | сериал        |

## Театрални пиеси
| Година | пиеса        | Роля        |  |
| ------ | ------------ | ----------- |  |
| 2022 - | Коя съпруга? | главна роля |  |